# José Abraham
José Abraham (Sevilla, 18 de marzo de 1974) es un autor y productor musical español especializado en música pop y baladas. Sus canciones, editadas en más de 40 países y en las que han trabajado algunos de los productores, músicos y orquestas más prestigiosos del mundo, han sido interpretadas en el Madison Square Garden de Nueva York, el Hollywood Palladium de los Ángeles o el Royal Albert Hall de Londres. 

## Biografía
Autor, compositor y productor especializado en música pop y baladas, con las que ha obtenido notable éxito. Sus canciones, incluidas en millones de discos vendidos y editadas en más de 40 países con algunos de los productores, músicos y orquestas más prestigiosos del mundo, han sido interpretadas en lugares tan emblemáticos como el Madison Square Garden de Nueva York, el Hollywood Palladium de los Ángeles o el Royal Albert Hall de Londres. Su balada “La Mala Costumbre” (Pastora Soler) fue primer sencillo del álbum “15 años” y nominado al Grammy Latino 2011 y Premio de la Música 2010. Igualmente, su canción “Esclavo de sus besos” (David Bisbal) consigue el nº1 en EE. UU. en la Billboard Top Latin Songs, manteniéndose en el Top Ten varias semanas consecutivas, “Todo por Ustedes” (David bisbal), sencillo en EE. UU. y América Latina, es nominada como mejor canción latina del año en los premios internacionales de la música Orgullosamente Latino y sintonía de la cadena de habla hispana de más repercusión en Latinoamérica y EE. UU., UNIVISION) u otro de sus éxitos, “Cobarde” (David Bustamante) consigue ser nº1 en España, Ecuador, Venezuela, Costa Rica y Chile.
Premiado por el International Songwriting Competition de EE. UU. 2014 como mejor autor latino del mundo, recibiendo además una mención honorífica por dicho organismo, y quedando en el TOP 3 del New Wave Musical Festival 2021 celebrado en Rusia, el más importante de Europa del Este, ha escrito éxitos, producido o trabajado en álbumes de estudio con artistas como Roberto Carlos, Cristian Castro, Jennifer López, Alejandro Sanz, David Bisbal, Marc Anthony, David Bustamante, Tamara, Pastora Soler, Shaila Dúrcal, Chenoa, Amaury Gutiérrez, Rosa, Manolo Escobar, Yahir, Yuridia, Antonio Cortés, los chilenos Luis Jara y Américo, o el grupo regional mexicano El Trono de México, con hits internacionales como “El Alma en pie”, “Cobarde”, “Esclavo de sus besos”, “Dame tu amor”, “La Mala Costumbre”, “Mi Consentida” o “Dos Corazones Rotos”, por citar algunos, alcanzando 35 discos de platino, 12 de oro, séxtuple DVD de platino y decenas de millones de vistas en línea. Sus canciones han sido candidatas a representar a España en el Festival de Eurovisión en 2002, 2003, 2004, 2007, 2012 y 2017.
En 2024, es compositor finalista seleccionado a ganar el Festival de Viña del Mar en Chile, el certamen musical en español más importante del mundo, organizado y retransmitido por The Walt Disney Company, con la participación de Andrea Bocelli y Alejandro Sanz como artistas invitados.
José Abraham es licenciado en Derecho por la Universidad de Sevilla, Abogado experto en Derecho Intelectual por el Inesem Business School, fundador de la Escuela de Artistas de Andalucía, y CEO del sello discográfico “Kalma Music” y de su propia editorial musical “José Abraham Publishing”.

## Temas destacados
Roberto Carlos
- Que yo te vea. Sencillo de lanzamiento en Brasil y tercer sencillo mundial del álbum “Amor sin límite” que ha contado con las colaboraciones de Marc Anthony, Jennifer López y Alejandro Sanz. Banda sonora de la telenovela brasileña “O outro lado do paraíso” de Globo TV, con 185 millones de espectadores.

David Bisbal
- “El alma en pie”: seleccionado por el público como 2.º mejor tema de todo el repertorio interpretado en el talent show “Operación Triunfo”  en su primera edición (2001). Fue el primer tema inédito interpretado en televisión por el artista David Bisbal, siendo posteriormente sencillo en la versión interpretada a dúo junto a Chenoa. Lleva más de 16 años sonando a diario en las principales radios melódicas del mundo.
- “Todo por ustedes”: sencillo en EE. UU. y América Latina, es nominado como Mejor canción latina del año y Mejor video latino del año en los premios internacionales de la música Orgullosamente Latino de la mexicana Ritmoson Latino y utilizada como sintonía de televisión en la cadena de habla hispana de más repercusión en Latinoamérica y EE. UU., UNIVISION.
- “Dame tu amor”: incluido en el disco “Sin mirar atrás”, que alcanzó 3 discos de oro y 3 de platino,
- “Esclavo de sus besos”: sencillo de lanzamiento mundial del álbum “Sin Mirar Atrás”, alcanzó los números 1 de ventas y radios en España, Latinoamérica y n.º 1 en EE. UU. en la Billboard Top Latin Songs, manteniéndose en el Top Ten varias semanas consecutivas.
- "La mala costumbre" a dúo con Pastora Soler

David Bustamante:
- “Cobarde”: sencillo del álbum “Al filo de la irrealidad” y n.º 1 en España, Ecuador, Venezuela, Costa Rica y n.º 2 en Chile.
- “Mi consentida”: n.º 1 en España y último sencillo promocional del álbum “Al filo de la irrealidad”
- “No debió pasar” : (a dúo con Shaila Dúrcal), tercer sencillo del álbum “A contracorriente”
- “Amores que van y vienen” : (a dúo con Tamara), sencillo del disco “Amores”.
- “Me arrepiento”: sencillo de su disco “Vivir”.
- “Distinta a todas”

Cristian Castro:
- “Nada sin tu amor”: (a dúo con Tamara), sencillo del álbum “Perfecto”, consiguiendo el Disco de Oro.

Amaury Gutierrez:
- “Una más en ti” a dúo con Estrella, incluido en la BSO de la telenovela “Se busca un hombre”

Pastora Soler:
- “La mala costumbre”: sencillo del álbum “15 años” de Pastora Soler, uno de los más exitosos de la carrera de la artista y convirtiéndose en una balada de referencia en las principales radios del país. El álbum consigue una nominación a los Grammy Latinos 2011 y Premio de la  Música 2010. Es nuevamente sencillo de lanzamiento de su álbum 20, cantando a dúo con David Bisbal, en el recopilatorio con lo mejor de su carrera.

- “Una mujer como yo”

- “Corazón bandolero”

- “Ahora o nunca”. Candidata a Eurovisión en 2012.
- “Fuimos”
- “No te atrevas a olvidarme”: sencillo del álbum “La Calma” que consiguió colocarlo como número 1 en España y alcanzar el Disco de Oro.
- “Desnudando el alma”, canción de apertura de sus conciertos en su gira de reaparición en los escenarios tras 4 años de descanso profesional.

Tamara:
- “Tú no sabes nada”
- “Querido amigo”, sencillo del disco “Perfecto”, que obtuvo el Disco de Oro.
- “Amores que van y vienen” (a dúo con David Bustamante), sencillo del disco “Amores”.
- “Nada sin tu amor” (a dúo con Christian Castro), sencillo del álbum “Perfecto”.
- “Si tú quisieras”, sencillo de lanzamiento del disco “Lo que calla el alma”.
- “¿Quién tuvo la culpa”, sencillo del álbum “Lo que calla el alma”.
- “No me conviene”
- “Tanto le quería”
- "Dos corazones", sencillo inédito de su álbum recopilatorio "20 años de amor"
- "Muero por verte", sencillo de lanzamiento con el sello "Kalma music"

Lita Pezo
- "Me Cansé de ti", Sencillo de lanzamiento de la ganadora de "La Voz" Perú.
- "Luchadora"[1]

Chenoa
- “El alma en pie” (a dúo con David Bisbal) exitoso sencillo del primer álbum de la artista que alcanzó el cuádruple Disco de Platino.

Américo y Luis Jara
- “Dos corazones rotos”: sencillo del álbum “Late Fuerte”, de Luis Jara, cantado a dúo con Américo.

Luis Jara
- “Sigo apostando por ti”

Yahir y Yuridia
- “El alma en pie”: sencillo de lanzamiento en Latinoamérica del álbum Zona preferente del popular cantante mexicano Yahir y que interpreta a dúo con Yuridia, con decenas de millones de visitas en Youtube

Antonio Cortés
- “Desesperado”
- “Agua bendita”

Trono de México
- “A corazón abierto”, sencillo de lanzamiento del álbum al que da nombre.
- “Estrenando amor”

Rosa y Miguel Nández
- “Sigo apostando por ti”, sencillo del disco “Generación OT”, que superó las 500.000 copias vendidas y quíntuple Disco de Platino.

Gisela:
- “Qué será de mi sin tu amor”

Raúl:
- “La cárcel de tus besos”
- “Pase lo que pase”
- “A golpes de amor” (a dúo con Geno)

Decai
- “El alma en pie”

Hugo
- “El templo de tu cuerpo”, single de lanzamiento con más de 200.000 copias vendidas
- “El héroe de tu vida”
- “Te sorprenderías”
- “No te cambiaría”
- “camino del adiós”

Beth
- “Cerrando heridas” ,candidata a Eurovisión 2003. Incluida en el disco “Generación OT”, que vendió más de 500.000 copias y fue quíntuple Disco de Platino.

Vicente Seguí
- “El milagro de existir”
- “Nadie como tú”

María Isabel
- “Dime por qué”: incluido en la BSO de la película Ángeles S.A.
- “Cosquillitas” y “Vaya fiesta” con Los Lunnis

Erika:
- “El alma en pie” (a dúo con Yahir)

Camilo Blanes
- “Pase lo que pase”: sencillo de lanzamiento del primer trabajo del hijo del célebre cantante Camilo Sesto

Elena Rivera
- “No entiendo nada”

Manolo Escobar
- “Solos”

Eva Ruiz 
- “No creo en tu amor” , single de su álbum de presentación “11 vidas”.

José María Ruiz
- “Quiero besar tu boca”

Jorge González
- “Hasta que llueva” , single con el que representó a España en el Concurso Musical Internacional New Wave

## Editorial y Discográfica
José Abraham creó en 2012 su propia editorial musical, “José Abraham Publishing” Canciones con alma, en la que recibe propuestas de compañeros autores y compositores y de nuevas promesas de la composición y autoría, y desde la que se ha trabajado en álbumes de estudio con artistas como Roberto Carlos, Jennifer López, Alejandro Sanz, Marc Anthony, Pastora Soler, David Bustamante o Tamara entre otros.
Igualmente fundó en 2016 la discográfica musical “Kalma Music”, donde tienen cabida artistas nacionales e internacionales, ya tengan una acreditada trayectoria como Tamara, con 4 nominaciones a los Grammys Latinos, ganadora del Premio de la Música y del Premio Ondas, y con 21 discos de platino, 4 discos de Oro y Doble disco de Diamante, a otros con una incipiente carrera como Lita Pezo, ganadora de “La Voz” Perú, quien ya ha compartido escenario junto a grandes artistas latinoamericanas como Eva Ayllón y Valeria Lynch, ambas ganadoras del Latin Grammy, y que superó el millón de views de su videoclip en menos de un mes.

## Premios y candidaturas
- Medalla de la Ciudad de Sevilla 2024 por el fomento del Arte y la Cultura
- Ganador en el International Songwriting Competition de EEUU como mejor autor y compositor latino del año.
- Mención honorífica en el ISC norteamericano en 2014 como autor y compositor.
- Nominación al Grammy Latino 2011 como autor del primer sencillo del álbum. 
- Premio de la Música en España 2010 como autor del primer individual del álbum. 
- Nº1 en la Billboard Top Latin Songs de EEUU 3 semanas consecutivas.
- Nominación como mejor canción latina del año en los premios internacionales de la música Orgullosamente Latino
- Nombrado Caballero de la Real Corporación de los Caballeros de San Fernando por su trayectoria profesional
- Abogado experto en Derecho Intelectual por el Inesem Business School y Licenciado en Derecho por la Universidad de Sevilla.
- Autor/compositor finalista para representar a España en el Festival de Eurovisión en 2002, 2003, 2004, 2007, 2012 y 2017.
- Primer Premio como autor y compositor en el XX Festival de la Canción de la Junta de Andalucía